# Christy A. Tremonti
Christy A. Tremonti es una astrónoma observacional en la Universidad de Wisconsin-Madison. Fue elegida para la Beca Hubble en 2005 mientras estaba en la Universidad de Arizona. Consiguió su Doctorado en la Universidad Johns Hopkins en 2003 y su Grado en la Universidad Colgate en 1994. Completó su disertación , "The physical properties of low redshift star forming galaxies: Insights from the space-UV and 20,000 SDSS spectra", bajo la supervisión del Dr. Timothy M. Heckman.
Sus principales intereses implican la formación y evolución de las galaxias, incluyendo las galaxias formadas por estrellas, los núcleos galácticos activos (AGN), los vientos galácticos, y las fusiones de galaxias. También está interesada en la espectroscopia y la minería de datos, y es miembro de la Sloan Digital Sky Survey.
Ha escrito más de sesenta artículos en publicaciones como Astronomical Journal, The Astrophysical Journal y Monthly Notices of the Royal Astronomical Society. La mayoría de sus artículos se encuentran completos en arXiv.org. Como muchos científicos, la Dra. Tremonti es altamente colaborativa, habiendo escrito con 150 coautores a lo largo de muchas de sus publicaciones. Algunos de sus colaboradores frecuentes son Timothy M. Heckman, Jon V. Brinkmann, y Donald P. Schneider. De acuerdo con Scopus, su índice h a partir de marzo de 2015 es de 44.
A partir del 15 de marzo de 2015, los tres artículos más citados de la Dra. Tremonti presentan una investigación sobre la Sloan Digital Sky Survey,. incluyendo el artículo más citado en el cual la Dra. Tremonti fue la autora jefa, "The origin of the mass-metallicity relation: Insights from 53,000 star-forming galaxies in the Sloan Digital Sky Survey". Fue una de las primeras en usar la potencia estadística para estudios de evolución de galaxias de Sloan Digital Sky Survey.
La Dra. Tremonti es miembro de la Unión Astronómica Internacional.